# Chilenodes australis
Chilenodes australis är en spindelart som beskrevs av Norman I. Platnick och Forster 1987. Chilenodes australis ingår i släktet Chilenodes och familjen Malkaridae. Inga underarter finns listade i Catalogue of Life.